# 内藤洋子 (女優)
内藤 洋子（ないとう ようこ、1950年5月28日 - ）は、日本の女優。
茨城県神栖市生まれ、北鎌倉育ち。鎌倉市立御成小学校、北鎌倉女子学園卒業。伯母はダンサーの和田妙子。妹は元歌手・タレントの内藤圭子。娘は喜多嶋舞。

## 来歴・人物

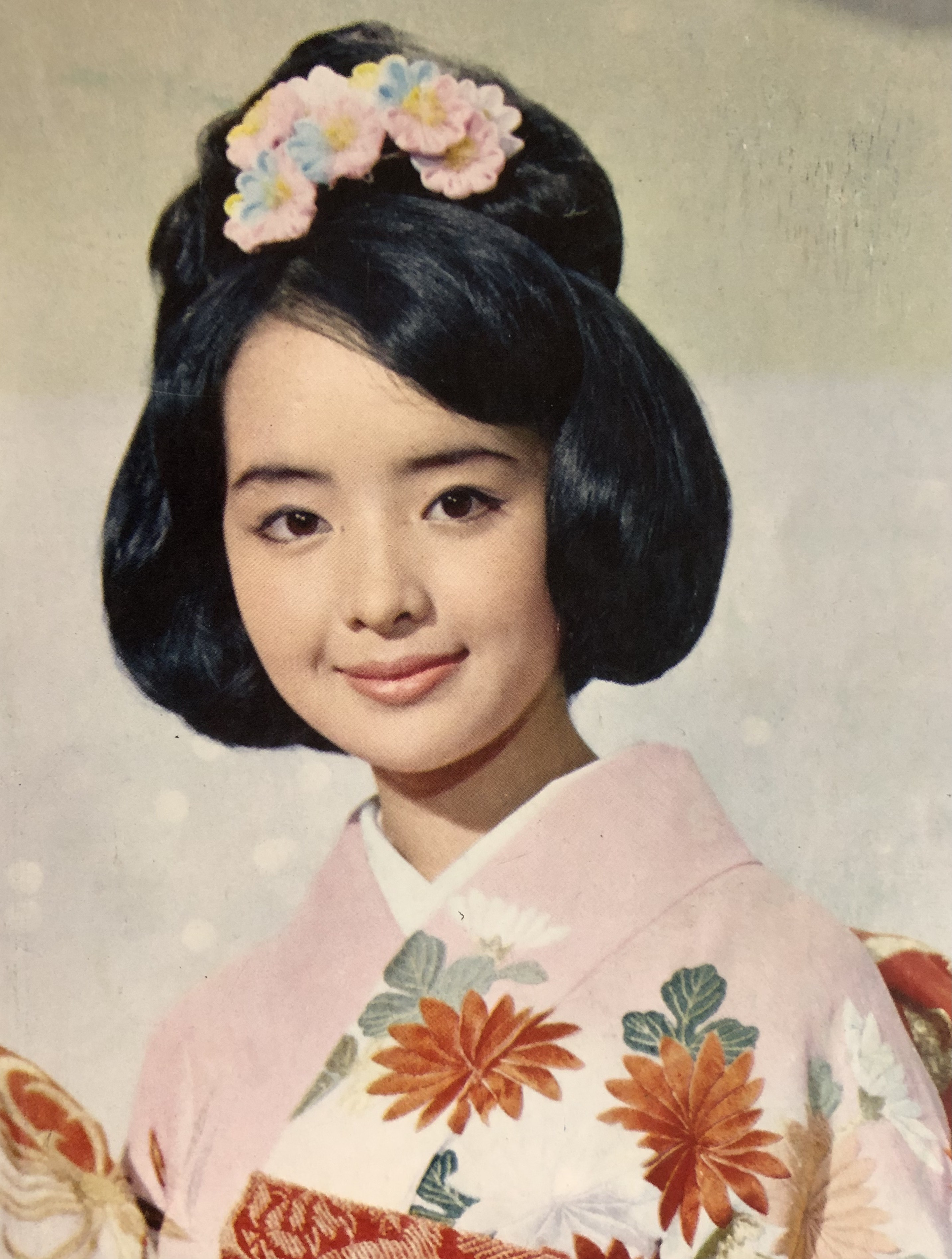
『映画情報』1965年2月号（国際情報社）より

4人姉妹の3番目として誕生。父は勤務医だった。内藤家は藤原氏の庶流で、現在の静岡県浜松市の在で代々地主を務め、洋子の曽祖父の代からは医業を生業とした。
小学校5年生の時に学校にエースコックのワンタンメンのCM撮影隊が訪れ、それがきっかけで雑誌『りぼん』のモデルを始めるようになり、在学中の1965年、黒澤明監督の『赤ひげ』でデビュー。
1966年、『氷点』には辻口陽子役で出演。番組が高視聴率を続けたことで、遊覧コースとして観光バスが自宅前を通過する程の事態となった（しかも「あちらに見えますのは、ドラマ『氷点』で陽子を演じている内藤洋子さんのご自宅でございます」と紹介された）。主演の新珠三千代たっての共演であった。
恩地日出夫監督の『あこがれ』に主演し、ゴールデン・アロー賞などを獲得。
歌手としても成功し、松山善三監督の『その人は昔』の挿入歌だった「白馬のルンナ」が50万枚の大ヒットとなった。
1つ年上の酒井和歌子とともに東宝からは「青春スター」と呼ばれて売り出された。「永遠の美少女」と評され、内藤のほうが早く売れた。
1970年、音楽家の喜多嶋修と結婚して芸能界を完全引退。
1974年、長女・舞が2歳の頃に家族共々アメリカ・カリフォルニア州に移住した（子どもは舞のほか、渡米後に出生した長男と次女がいる）。その後は本名の喜多嶋 洋子（きたじま ようこ）名義で絵本などを発表しているほか、時折テレビにも出演している。

## 代表作

### 映画
- 赤ひげ（1965年）
- 大菩薩峠（1966年）
- あこがれ（1966年）
- お嫁においで（1966年）
- 伊豆の踊子（1967年）
- 続・名もなく貧しく美しく 父と子 （1967年）
- その人は昔（1967年）
- 育ちざかり（1967年） - 大内陽子
- 君に幸福を センチメンタル・ボーイ （1967年）
- 年ごろ（1968年）
- 兄貴の恋人（1968年）
- 若者よ挑戦せよ（1968年）
- 社長えんま帖 （1969年）
- 続・社長えんま帖 （1969年）
- 華麗なる闘い （1969年）
- 地獄変（1969年）
- 娘ざかり（1969年）
- 社長学ABC（1970年）
- クレージーの殴り込み清水港  （1970年）
- 続・社長学ABC （1970年）
- バツグン女子高校生 16才は感じちゃう（1970年）
- 日本一のワルノリ男 （1970年）

### テレビ
- 氷点（1966年）
- あじさいの歌（1966年）
- えり子とともに（1969年）
- めぐり逢い（1970年）

### 舞台
- 雪国（1970年1-2月、5-6月）芸術座にて若尾文子との共演。

### CM
- 神戸銀行（現：三井住友銀行）

### 著作
- 2005年 『「結婚生活」って何?』（アグネス・チャンとの共著）

## 音楽

### シングル
| 発売日         | 規格           | 規格品番       | 面             | タイトル             | 作詞           | 作曲           | 編曲           |
| 日本コロムビア | 日本コロムビア | 日本コロムビア | 日本コロムビア | 日本コロムビア       | 日本コロムビア | 日本コロムビア | 日本コロムビア |
| -------------- | -------------- | -------------- | -------------- | -------------------- | -------------- | -------------- | -------------- |
| 1967年         | EP             | SAS-913        | A              | 心こめて愛する人へ   | 松山善三       | 船村徹         | 船村徹         |
| 1967年         | EP             | SAS-913        | B              | じっとしてると恋しい | 松山善三       | 船村徹         | 船村徹         |
| 1967年         | EP             | SAS-939        | A              | 白馬のルンナ         | 松山善三       | 船村徹         | 船村徹         |
| 1967年         | EP             | SAS-939        | B              | 雨の日には           | 松山善三       | 船村徹         | 船村徹         |
| 東宝レコード   |                |                |                |                      |                |                |                |
| 1971年8月      | EP             | KS-1002        | A              | MY LOVE…THE SEA      | 水嶋哲         | 喜多嶋修       | 喜多嶋修       |
| 1971年8月      | EP             | KS-1002        | B              | 海と空と私           | 水嶋哲         | 喜多嶋修       | 喜多嶋修       |
| 1971年9月      | EP             | KS-1003        | A              | お伽噺               | 水嶋哲         | 喜多嶋修       | 喜多嶋修       |
| 1971年9月      | EP             | KS-1003        | B              | やさしい感じ         | 水嶋哲         | 喜多嶋修       | 喜多嶋修       |
| 日本コロムビア |                |                |                |                      |                |                |                |
| 1983年         | EP             | AK-804         | A              | 恋のホロッポ         | 松山善三       | 船村徹         | 船村徹         |
| 1983年         | EP             | AK-804         | B              | 今度の日曜日         | 松山善三       | 船村徹         | 船村徹         |

### アルバム
| 発売日       | 規格         | 規格品番     | タイトル |
| 東宝レコード | 東宝レコード | 東宝レコード | 東宝レコード |
| ------------ | ------------ | ------------ | --- |
| 1971年       | LP           | KR-1003      | 洋子 Side:A 1. My Love The Sea 2. 雲を追いかけて 3. やさしい感じ 4. Lullaby Of Breeze 5. 海と空とわたし 6. 靄 (もや) Side:B 1. あの人に伝えて 2. マドレーヌ 3. あなたとわたし 4. 鍵 5. お伽噺 6. 海をなくした女の子 |